# Carmen Alfaro Asins
Carmen Alfaro Asins, (Madri, 8 de maio de 1952 - 9 de junho de 2005) foi uma arqueóloga espanhola. Desde que é conservadora chefe do Departamento de Numismática do Museu Arqueológico Nacional (Espanha) impulsionou, no Monetario, uma nova fase para modernizar o museu.  Como investigadora centrou sua atenção na Numismática da Antiguidade e, em especial, na moeda feno-púnica, em todos seus aspectos.